# National Film Board of Canada
La National Film Board of Canada en inglés, o Office national du film du Canada en francés (conocida por National Film Board o por sus acrónimos correspondientes NFB o ONF) es una organización pública canadiense que tiene el objetivo de producir y distribuir películas para promover el país alrededor del mundo. El NFB es reconocido por sus documentales y por sus cortos animados, muchos de los cuales han ganado el premio de la academia.

## Directores destacados
- Michèle Cournoyer
- Denys Arcand
- Jacques Drouin
- Chris Hinton
- Co Hoedeman
- René Jodoin
- Evelyn Lambart
- Caroline Leaf
- Norman McLaren
- Ishu Patel
- John Weldon

### Cortometrajes y animaciones
- National Film Board: Neighbours (enlace roto disponible en Internet Archive; véase el historial, la primera versión y la última).
- National Film Board: The Kid Who Couldn't Miss (enlace roto disponible en Internet Archive; véase el historial, la primera versión y la última).
- National Film Board: Abortion: Stories from North and South (enlace roto disponible en Internet Archive; véase el historial, la primera versión y la última).
- National Film Board: Canada Vignettes: Faces (enlace roto disponible en Internet Archive; véase el historial, la primera versión y la última).
- National Film Board: Out: Stories of Lesbian and Gay Youth (enlace roto disponible en Internet Archive; véase el historial, la primera versión y la última). - también hay una versión educacional para las escuelas (enlace roto disponible en Internet Archive; véase el historial, la primera versión y la última).
- National Film Board of Canada at wikigadugi.org (Cheroqui)

- Datos: Q1530721
- Multimedia: National Film Board of Canada / Q1530721